# Tipo de dato subrango
El tipo de dato subrango es el más simple que se puede definir en un programa Pascal. Estos tipos son útiles, sobre todo por la facilidad que ofrecen para verificar automáticamente errores. Un tipo subrango se define de un tipo ordinal, especificando dos constantes de ese tipo, que actúan como límite inferior y superior del conjunto de datos de ese tipo. Un tipo subrango es un tipo ordinal y sus valores se ordenan de igual modo que en el tipo patrón de que se deducen.

## Ejemplos
1. 0..9 — este tipo subrango consta de los elementos 0,1,2,3,4,5,6,7,8,9
2. '0'..'9' — este subrango consta de los caracteres '0','1','2','3','4','5','6','7','8', '9'
3. 'A'..'F' — este subrango consta de los caracteres 'A','B','C','D','E','F'

Se pueden crear variables cuyos valores se restrinjan a un subrango dado. Las declaraciones de tipo subrango se sitúan entre las declaraciones de constantes y de variables.

## Ejemplo
```
 
{$R+}
 
{Directiva de compilador R}

 
Program
 
Positivos
;

 
Uses
 
Crt
;

  
{El siguiente programa realiza una validación 

   para que sólo se acepten valores positivos

   entre 0 y 32767 por medio de un tipo subrango}

 
Type

  
NumPositivo
 
=
 
0
..
MaxInt
;

 
Var

  
numero
 
:
 
NumPositivo
;

 
Begin

  
ClrScr
;

  
{numero:=-1; (está instrucción provocaría un error}

  
Write
(
'Escribe un número entero positivo : '
)
;

  
ReadLn
(
numero
)
;

  
ReadKey

 
end
.

```

Nota: Puesto que Turbo Pascal no siempre produce un error cuando el valor de un tipo subrango está fuera de su rango definido. Sin embargo se puede tener la posibilidad de visualizar dichos errores mediante la directiva de compilador:
- {$R+} activada
- {$R-} desactivada

Por defecto, está desactivada. Sólo se debe usar durante la fase de depuración.

## Tipos enumerados
En estos tipos de datos simples, se listan los identificadores que serán asociados con cada valor a utilizar. 

### Ejemplo
```
 
Type
 

  
d
í
as_semana
    
=
(
lunes
,
martes
,
mi
é
rcoles
,
jueves
,

                  
viernes
,
s
á
bado
,
domingo
)
;

  
colores_baraja
 
=
(
espada
,
oro
,
basto
,
copa
)
;

```

De igual forma las variables pueden ser de tipo enumerado:
```
 
Var

   
d
í
as
     
:
 
d
í
as_semana
;

   
baraja
 
:
 
colores_baraja
;

```

### Formato
```
 
Type
 

  
nombre
 
=
 
(
constante1
,
constante2
,...,
constanteN
)

```

Los datos de tipo colores_baraja sólo podrán tomar los valores denotados por: espada, oro, basto, copa. La posición de cada valor en la lista define su orden, por lo que para el tipo días_semana tenemos que: 
```
 
domingo
 
>
 
viernes
   
da
 
como
 
resultado
 
true
 

 
s
á
bado
  
<
 
martes
    
da
 
como
 
resultado
 
false
 

 
jueves
 
<>
 
mi
é
rcoles
 
da
 
como
 
resultado
 
true

```

### Características
- Un tipo de dato enumerado es un tipo ordinal cuyo orden se indica por la disposición de los valores en la definición.
- El número de orden de cada elemento comienza en 0 para el primer elemento.
- Las variables de tipo enumerado sólo pueden tomar valores de estos tipos.
- Los únicos operadores que pueden acompañar a los tipos ordinales son los operadores de relación y asignación.
- A los valores de los tipos enumerados se les pueden aplicar las funciones estándar succ (de sucesor), pred (de predecesor) y ord (de ordinal).

En el caso del valor máximo de un tipo enumerado, succ no está definido, y, para su valor mínimo, no está definido pred. 
La función estándar ord es aplicable a los argumentos que sean valores de tipo enumerado. La relación biunívoca se da entre los valores del tipo y los enteros comprendidos entre 0 y N-1, donde N es la cardinalidad del tipo enumerado. 
El tipo estándar boolean es equivalente a un tipo enumerado de la forma: 
```
boolean
 
=
 
(
 
false
,
 
true
)
;

```

### Ejemplo
```
 
Program
 
D
í
as_Semana
;

 
Uses
 
Crt
;

  
{El siguiente programa muestra los días de

   la semana por medio de tipos enumerados}

 
Type

  
D
í
a_Semana
 
=
 
(
lunes
,
martes
,
mi
é
rcoles
,
jueves
,

                
viernes
,
s
á
bado
,
domingo
)
;

 
Var

  
d
í
as
 
:
D
í
a_Semana
;

  
i
    
:
byte
;

 
Begin

  
ClrScr
;

  
d
í
as
:=
lunes
;

  
for
 
i
:=
1
 
to
 
7
 
do

  
begin

    
case
 
d
í
as
 
of

        
Lunes
     
:
WriteLn
(
'Lunes    '
)
;

        
Martes
    
:
WriteLn
(
'Martes   '
)
;

        
Mi
é
rcoles
 
:
WriteLn
(
'Miércoles'
)
;

        
Jueves
    
:
WriteLn
(
'Jueves   '
)
;

        
Viernes
   
:
WriteLn
(
'Viernes  '
)
;

        
S
á
bado
    
:
WriteLn
(
'Sábado   '
)
;

        
Domingo
   
:
WriteLn
(
'Domingo  '
)

    
end
;

    
d
í
as
:=
succ
(
d
í
as
)

  
end
;

  
ReadKey

 
end
.

```